# Neromia enotes
Neromia enotes là một loài bướm đêm trong họ Geometridae.